# 김이린
김이린(1990년 3월 5일 ~ )은 대한민국의 배우이다.

## 학력
- 동아방송예술대학 방송연예과

## 출연 작품

### 드라마
- 2012년 OCN 《뱀파이어 검사 시즌2》
- 2015년 웹드라마 《바나나 액츄얼리 시즌1》
- 2016년 MBC 《다시 시작해》
- 2016년 웹드라마 《두여자 시즌2》
- 2017년 MBC 《별별 며느리》
- 2018년 KBS2 《파도야 파도야》 - 명진 역
- 2018년 JTBC 《내 아이디는 강남미인》 - 조정협 역[1]
- 2018년 OCN 《신의 퀴즈 5》 - 오찬영 역
- 2020년 JTBC 《 경우의 수》
- 2020년 SBS 《 브람스를 좋아하세요?》

### 영화
- 2012년 영화 《가문의 영광5 - 가문의 귀환》 - 정종 수하 2 역
- 2013 영화 《슈퍼맨 강보상》 - 용석 역
- 2017 영화 《아버지의 전쟁》 - 소대원 역
- 2019 영화 《13일의 금요일: 음모론의 시작》 - 성훈 역
- 2018년 영화 《짱》 - 정상민 역

### 뮤직 비디오
- 2013년 길구봉구 - 미칠 것 같아